# Johann Rudolf Tillier (Schultheiss)
Johann Rudolf Tillier (* ca. 1465 in Bern; † 1516 ebenda) war ein Schweizer Politiker.
Er gehörte der Berner Patrizierfamilie Tillier an, die seit Beginn des 15. Jahrhunderts das Burgerrecht der Stadt Bern besass. Tillier wurde 1500 Landvogt von Erlach, 1507 Ratsherr, 1508 Schultheiss von Thun und 1515 Landvogt von Lenzburg. 1507 und 1511 war er Mitglied des bernischen Kleinen Rats. 1512 war er Kriegsrat unter Burkhard von Erlach beim Pavierzug, zur Unterstützung Papst Julius’ II. gegen die Franzosen.